# سفارت ایران در واشینگتن
سفارت ایران در آمریکا تنها نمایندگی سیاسی رسمی ایران در ایالات متحده آمریکا تا قبل از قطع شدن روابط ایران و آمریکا پس از اشغال سفارت آمریکا بود.
این سفارت در محلهٔ اعیان‌نشین خیابان ماساچوست در شهر واشینگتن دی سی قرار دارد.
بنای سفارت که در سال ۱۹۵۹ (در زمان پهلوی دوم) ساخته شد الهام گرفته از آرامگاه سعدی در شیراز است. در مجاورت عمارت سفیر سابق ایران قرار دارد که آن به سبک معماری گرجی بوده (و در سال ۱۹۳۴ در دوره پهلوی اول ساخته شد) و حاوی ۴۴ اتاق و تالار می‌باشد.

## وضعیت پیش از انقلاب
اردشیر زاهدی، دیپلماتی که نزدیک به یک دهه به عنوان سفیر ایران در ایالات متحده به فعالیت می‌پرداخت، سعی داشت با ترتیب دادن مهمانی‌های مجلل و دعوت از آمریکایی‌هایی که در برآورده‌کردن اهداف مورد نظر وی می‌توانستند نقش‌آفرین باشد، خواسته‌های خود را محقق سازد. در بین تمام سفارتخانه‌های موجود در خیابان ماساچوست، سفارت ایران در مجلل بودن سرآمد همه آن‌ها بود. در ضیافت‌های شبانه سفارت، مهمانانی پرتعداد از سیاستمدارها تا بازیگران هالیوود حضور داشتند.

## وضعیت فعلی

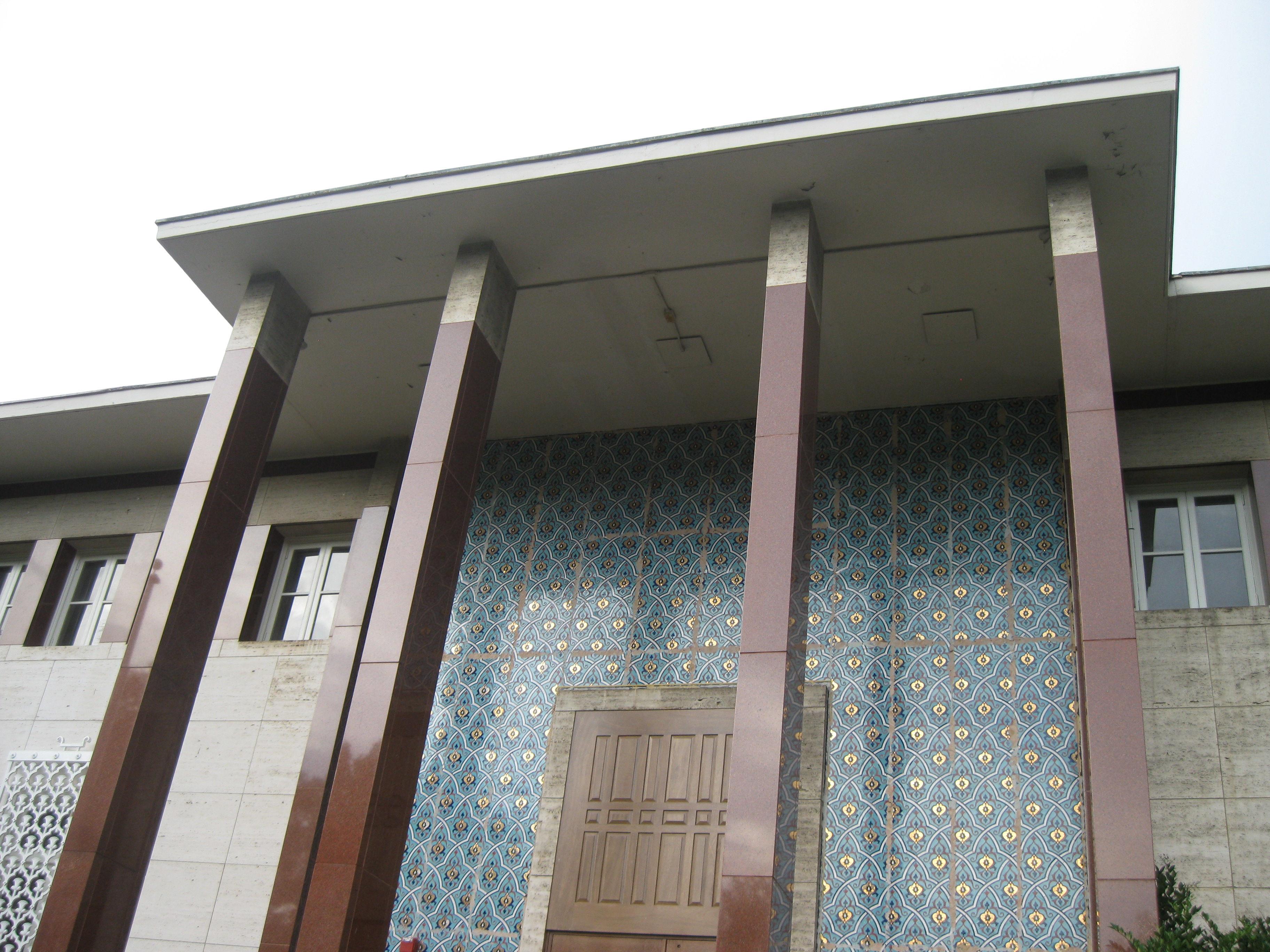

امروزه سفارت پاکستان حافظ منافع کنونی ایران در آمریکا است.
اما تمام بنا و تأسیسات سفارت سابق ایران در آمریکا در نبود هرگونه روابط رسمی بین این دو کشور در امانت و تحت محافظت وزارت امور خارجه آمریکا به سر می‌برد. آمریکا زحمت تعمیرات و نگهداری بنای سفارت و نیز عمارت سابق سفیر ایران در آمریکا و نیز ۱۱ ملک وابسته به سفارت ایران در آمریکا را تقبل کرده‌است، از جمله تعمیرات گنبد نیلوفری ساختمان سفارت.
خرج تعمیرات و نگهداری از این املاک توسط کرایه‌های ماهیانه‌ای حاصل می‌شود که از اجاره برخی از این املاک تأمین می‌شود. به‌طور نمونه، یکی از املاک ایران در آمریکا ملکی است در سنترال پارک در منهتن در شهر نیویورک که در سال ۱۸۹۰ ساخته شد. این ملک هم‌اکنون به یک بنگاه نمایش آثار هنری اجاره داده شده‌است.

## اشغال سفارت آمریکا در ایران
در ایران سفارت آمریکا به تاریخ ۱۳ آبان ۱۳۵۸ توسط دانشجویان پیرو خط امام اشغال شد و از آن پس سفارت آمریکا را با نام لانه جاسوسی نامیدند.
علی‌رغم این ادعا که اما آمریکا خود را موظف به رعایت و تابع قوانین بین‌المللی می‌داند و تا زمان برقرار شدن روابط رسمی مجدد با ایران، از این املاک رسمی مردم ایران در آمریکا محافظت خواهد کرد. و اینکه از زمان اشغال سفارت آمریکا در ایران تمامی دارائی‌های ایران در بانک‌های آمریکایی کماکان به صورت بلوکه باقی‌خواهد ماند، طی سال‌های گذشته اموالی از جمله برج ۳۶ طبقه در منهتن نیویورک و ۲ میلیارد دلار از داراییهای ایران در آمریکا مصادره گردیده‌است.
برخی معتقدند که امانت داری آمریکاییان از دارایی‌های کشور ایران کار نادرستی است و آمریکا باید همان کاری را با املاک ایران در آمریکا کند که ایران با دارایی‌های آمریکا در ایران کرده‌است. به‌طور نمونه، روزنامه نیویورک تایمز در سرمقاله‌ای خواستار مصادرهٔ تمام املاک سفارت ایران در سرتاسر آمریکا شده‌است.